# Championnats du monde de tir à l'arc 2017
Navigation
Édition précédente Édition suivante
Les championnats du monde de tir à l'arc 2017 sont une compétition sportive de tir à l'arc organisée du dimanche 15 octobre au dimanche 22 octobre  2017 à Mexico, au Mexique. C'est la 49e édition des championnats du monde de tir à l'arc.

## Résultats[2]

### Classique
| Épreuves          | Or                                                     | Argent                                                      | Bronze                                                |
| ----------------- | ------------------------------------------------------ | ----------------------------------------------------------- | ----------------------------------------------------- |
| Individuel hommes | Im Dong-hyun Corée du Sud                              | Wei Chun-heng Taipei chinois                                | Steve Wijler Pays-Bas                                 |
| Individuel femmes | Ksenia Perova Russie                                   | Chang Hye-jin Corée du Sud                                  | Tan Ya-ting Taipei chinois                            |
| Par équipe hommes | Italie Mauro Nespoli David Pasqualucci Marco Galiazzo  | France Jean-Charles Valladont Pierre Plihon Thomas Chirault | Corée du Sud Im Dong-hyun Kim Woo-jin Oh Jin-hyek     |
| Par équipe femmes | Corée du Sud Kang Chae-young Chang Hye-jin Choi Mi-sun | Mexique Aída Román Alejandra Valencia Mariana Avitia        | Taipei chinois Tan Ya-ting Lin Yu-hsuan Lin Shih-chia |
| Par équipe mixte  | Corée du Sud Kang Chae-young Im Dong-hyun              | Allemagne Lisa Unruh Florian Kahllund                       | Royaume-Uni Naomi Folkard Patrick Huston              |

### À poulie
| Épreuves          | Or                                                            | Argent                                                  | Bronze                                                       |
| ----------------- | ------------------------------------------------------------- | ------------------------------------------------------- | ------------------------------------------------------------ |
| Individuel hommes | Sébastien Peineau France                                      | Stephan Hansen Danemark                                 | Braden Gellenthien États-Unis                                |
| Individuel femmes | Song Yun-soo Corée du Sud                                     | Yesim Bostan Turquie                                    | Kristina Haigenhauser Allemagne                              |
| Par équipe hommes | États-Unis Braden Gellenthien Kristofer Schaff Steve Anderson | Italie Sergio Pagni Alberto Simonelli Federico Pagnoni  | Colombie Daniel Muñoz Camilo Andres Cardona Sebastian Arenas |
| Par équipe femmes | Colombie Sara López Alejandra Usquiano Nora Valdez            | Inde Jyothi Surekha Vennam Trisha Deb Lily Chanu Paonam | Corée du Sud Song Yun-soo So Chaewon Choi Bo-min             |
| Par équipe mixte  | Corée du Sud Song Yun-soo Kim Jong-ho                         | Allemagne Kristina Haigenhauser Marcel Trachsel         | Italie Irene Franchini Sergio Pagni                          |

### Tableau des médailles
| Rang  | Nation         | Or | Argent | Bronze | Total |
| ----- | -------------- | -- | ------ | ------ | ----- |
| 1     | Corée du Sud   | 5  | 1      | 2      | 8     |
| 2     | Italie         | 1  | 1      | 1      | 3     |
| 3     | France         | 1  | 1      | 0      | 2     |
| 4     | Colombie       | 1  | 0      | 1      | 2     |
| 4     | États-Unis     | 1  | 0      | 1      | 2     |
| 6     | Russie         | 1  | 0      | 0      | 1     |
| 7     | Allemagne      | 0  | 2      | 1      | 3     |
| 8     | Taipei chinois | 0  | 1      | 2      | 3     |
| 9     | Danemark       | 0  | 1      | 0      | 1     |
| 9     | Inde           | 0  | 1      | 0      | 1     |
| 9     | Turquie        | 0  | 1      | 0      | 1     |
| 9     | Mexique        | 0  | 1      | 0      | 1     |
| 13    | Pays-Bas       | 0  | 0      | 1      | 1     |
| 13    | Royaume-Uni    | 0  | 0      | 1      | 1     |
| Total | Total          | 10 | 10     | 10     | 30    |

## Résultats détaillés

### Arc classique

#### Hommes individuels
|                    | Participant      | Pays           |
| ------------------ | ---------------- | -------------- |
| Médaille d'or      | Im Dong-hyun     | Corée du Sud   |
| Médaille d'argent  | Wei Chun-heng    | Taipei chinois |
| Médaille de bronze | Steve Wijler     | Pays-Bas       |
| 4                  | Arsalan Baldanov | Russie         |
| 5                  | Hideki Kikuchi   | Japon          |
| 6                  | Crispin Duenas   | Canada         |
| 7                  | Ricardo Soto     | Chili          |
| 8                  | Kim Woo-jin      | Corée du Sud   |

#### Femmes individuels
|                    | Participant     | Pays           |
| ------------------ | --------------- | -------------- |
| Médaille d'or      | Ksenia Perova   | Russie         |
| Médaille d'argent  | Chang Hye-jin   | Corée du Sud   |
| Médaille de bronze | Tan Ya-ting     | Taipei chinois |
| 4                  | Mackenzie Brown | États-Unis     |
| 5                  | Kang Chae-young | Corée du Sud   |
| 6                  | Zhang Dan       | Chine          |
| 7                  | Lin Yu-hsuan    | Taipei chinois |
| 8                  | Kristine Esebua | Géorgie        |

#### Par équipe homme
|                    | Participant                                                      | Pays         |
| ------------------ | ---------------------------------------------------------------- | ------------ |
| Médaille d'or      | Mauro Nespoli David Pasqualucci Marco Galiazzo                   | Italie       |
| Médaille d'argent  | Jean-Charles Valladont Pierre Plihon Thomas Chirault             | France       |
| Médaille de bronze | Im Dong-hyun Kim Woo-jin Oh Jin-hyek                             | Corée du Sud |
| 4                  | Crispin Duenas Brian Maxwell Hamilton Nguyen                     | Canada       |
| 5                  | Brady Ellison Jake Kaminski Thomas Stanwood                      | États-Unis   |
| 6                  | Oibek Saidiyev Denis Gankin Sultan Duzelbayev                    | Kazakhstan   |
| 7                  | Khairul Anuar Mohamad Haziq Kamaruddin Muhammad Akmal Nor Hasrin | Malaisie     |
| 8                  | Florian Kahllund Maximilian Weckmueller Camilo Mayr              | Allemagne    |

#### Par équipe femme
|                    | Participant                                            | Pays           |
| ------------------ | ------------------------------------------------------ | -------------- |
| Médaille d'or      | Kang Chae-young Chang Hye-jin Choi Mi-sun              | Corée du Sud   |
| Médaille d'argent  | Aida Roman Alejandra Valencia Mariana Avitia           | Mexique        |
| Médaille de bronze | Tan Ya-ting Lin Yu-hsuan Lin Shih-chia                 | Taipei chinois |
| 4                  | Zhang Dan Cao Hui Lan Lu                               | Chine          |
| 5                  | Veronika Marchenko Anastasia Pavlova Daria Pavlichenko | Ukraine        |
| 6                  | Totomi Sugimoto Miki Nakamura Ren Hayakawa             | Japon          |
| 7                  | Natalia Erdynieva Sayana Tsyrempilova Ksenia Perova    | Russie         |
| 8                  | Kristine Esebua Khatuna Narimanidze Tsiko Phutkaradze  | Géorgie        |

#### Par équipe mixte
|                    | Participant                           | Pays         |
| ------------------ | ------------------------------------- | ------------ |
| Médaille d'or      | Kang Chae-young Im Dong-hyun          | Corée du Sud |
| Médaille d'argent  | Lisa Unruh Florian Kahllund           | Allemagne    |
| Médaille de bronze | Naomi Folkard Patrick Huston          | Royaume-Uni  |
| 4                  | Totomi Sugimoto Takaharu Furukawa     | Japon        |
| 5                  | Deepika Kumari Atanu Das              | Inde         |
| 6                  | Mackenzie Brown Brady Ellison         | États-Unis   |
| 7                  | Aida Roman Luis Alvarez               | Mexique      |
| 8                  | Audrey Adiceom Jean-Charles Valladont | France       |

### Arc à poulie

#### Hommes individuels
|                    | Participant           | Pays         |
| ------------------ | --------------------- | ------------ |
| Médaille d'or      | Sébastien Peineau     | France       |
| Médaille d'argent  | Stephan Hansen        | Danemark     |
| Médaille de bronze | Braden Gellenthien    | États-Unis   |
| 4                  | Pierre-Julien Deloche | France       |
| 5                  | Kristofer Schaff      | États-Unis   |
| 6                  | Choi Yong-hee         | Corée du Sud |
| 7                  | Abhishek Verma        | Inde         |
| 8                  | Domagoj Buden         | Croatie      |

#### Femmes individuels
|                    | Participant                     | Pays         |
| ------------------ | ------------------------------- | ------------ |
| Médaille d'or      | Song Yun-soo                    | Corée du Sud |
| Médaille d'argent  | Yesim Bostan                    | Turquie      |
| Médaille de bronze | Kristina Haigenhauser           | Allemagne    |
| 4                  | Sarah Holst Sonnichsen          | Danemark     |
| 5                  | Choi Bo-min                     | Corée du Sud |
| 6                  | Toja Ellison                    | Slovénie     |
| 7                  | Fernanda Alexis Zapeda Preciado | Mexique      |
| 8                  | Sarah Prieels                   | Belgique     |

#### Par équipe homme
|                    | Participant                                             | Pays           |
| ------------------ | ------------------------------------------------------- | -------------- |
| Médaille d'or      | Braden Gellenthien Kristofer Schaff Steve Anderson      | États-Unis     |
| Médaille d'argent  | Sergio Pagni Alberto Simonelli Federico Pagnoni         | Italie         |
| Médaille de bronze | Daniel Muñoz Camilo Andres Cardona Sebastian Arenas     | Colombie       |
| 4                  | Domagoj Buden Ivan Markes Mario Vavro                   | Croatie        |
| 5                  | Stephan Hansen Andreas Darum Martin Damsbo              | Danemark       |
| 6                  | Patrick Roux Seppie Cilliers Beyers de Klerk            | Afrique du Sud |
| 7                  | Luc Martin Robert Nott Andrew Fagan                     | Canada         |
| 8                  | Pierre-Julien Deloche Sébastien Peineau Dominique Genet | France         |

#### Par équipe femme
|                    | Participant                                                        | Pays           |
| ------------------ | ------------------------------------------------------------------ | -------------- |
| Médaille d'or      | Sara López Alejandra Usquiano Nora Valdez                          | Colombie       |
| Médaille d'argent  | Jyothi Surekha Vennam Trisha Deb Lily Chanu Paonam                 | Inde           |
| Médaille de bronze | Song Yun-soo So Chaewon Choi Bo-min                                | Corée du Sud   |
| 4                  | Kristina Haigenhauser Velia Schall Janine Meissner                 | Allemagne      |
| 5                  | Linda Ochoa-Anderson Brenda Merino Fernanda Alexis Zepeda Preciado | Mexique        |
| 6                  | Sarah Holst Sonnichsen Tanja Jensen Erika Damsbo                   | Danemark       |
| 7                  | Cassidy Cox Paige Pearce-Gore Lexi Keller                          | États-Unis     |
| 8                  | Danelle Wentzel Jeanine Van Kradenburg Gerda Roux                  | Afrique du Sud |

#### Par équipe mixte
|                    | Participant                           | Pays           |
| ------------------ | ------------------------------------- | -------------- |
| Médaille d'or      | Song Yun-soo Kim Jong-ho              | Corée du Sud   |
| Médaille d'argent  | Kristina Haigenhauser Marcel Trachsel | Allemagne      |
| Médaille de bronze | Irene Franchini Sergio Pagni          | Italie         |
| 4                  | Sanne de Lat Mike Schloesser          | Pays-Bas       |
| 5                  | Sarah Holst Sonnichsen Stephan Hansen | Danemark       |
| 6                  | Danelle Wentzel Patrick Roux          | Afrique du Sud |
| 7                  | Linda Ochoa-Anderson Rodolfo Gonzalez | Mexique        |
| 8                  | Cassidy Cox Braden Gellenthien        | États-Unis     |